# Fasi di Venere

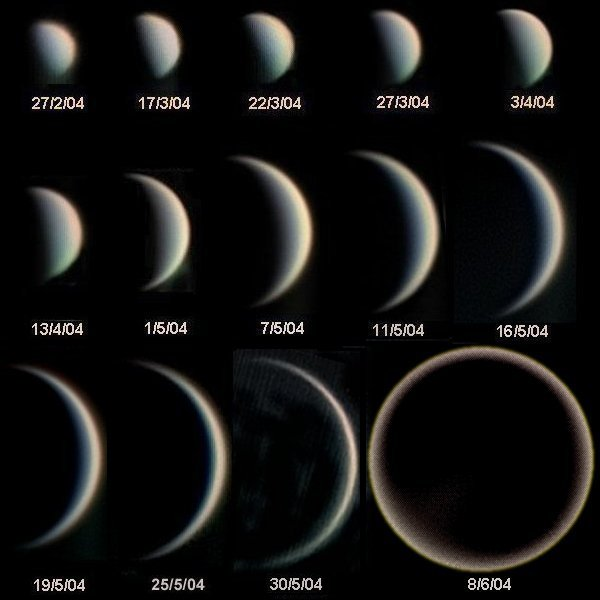
Fasi di Venere e evoluzione del suo diametro apparente.

Le fasi di Venere sono un'anomalia del pianeta Venere.
Nel sistema tolemaico Venere percorreva un epiciclo posto fra la Terra e il Sole e il cui centro era allineato con la posizione media di quest'ultimo. L'epiciclo serviva per descrivere il moto zodiacale del pianeta; ma implicava anche fenomeni non osservabili a occhio nudo. Se Venere fosse stata una sfera illuminata dal Sole avrebbe mostrato delle fasi (dal greco fásis = apparizione) diverse da quelle lunari: al perigeo e all'apogeo (congiunzione col Sole) il pianeta avrebbe rivolto alla Terra la faccia in ombra; in prossimità delle massime elongazioni dal Sole sarebbe al più apparso come un'esile falce illuminata. Quando, a partire dal 1610, Galileo Galilei (1564-1642) osservò Venere col proprio cannocchiale, notò invece che il pianeta presentava fasi simili a quelle lunari. Dopo il perigeo compariva un'esile falce che s'estendeva fino a metà disco con l'avvicinarsi del pianeta alla massima elongazione e cresceva ancora da lì all'apogeo, dove Venere appariva del tutto illuminato. Galileo vide nel fenomeno la prova che Venere non percorreva un epiciclo situato fra il Sole e la Terra; bensì un cerchio centrato sul Sole. Sebbene anche il sistema geocentrico di Tycho Brahe (1543-1601) contemplasse le fasi di Venere, Galileo sostenne che questo fenomeno confermava il sistema eliocentrico proposto da Niccolò Copernico (1473-1543) nel De revolutionibus orbium caelestium (1543).